# عبدالله اندور
عبدالله اندور (انگلیسی: Abdallah Ndour؛ زادهٔ ۲۰ دسامبر ۱۹۹۳) بازیکن فوتبال اهل سنگال است که در حال حاضر برای باشگاه فوتبال گنگام بازی می‌کند. 
از باشگاه‌هایی که در آن بازی کرده است می‌توان به باشگاه فوتبال استراسبورگ اشاره کرد.
وی همچنین در تیم ملی فوتبال سنگال بازی کرده است.